# 경북여자상업고등학교
경북여자상업고등학교(慶北女子商業高等學校)는 대한민국 대구광역시 남구 봉덕동에 위치한 사립 특성화 고등학교이다.
2024년 상반기까지는 경북예술고등학교와 함께 대명2동에 있었다가, 2024년 9월 봉덕3동 옛 경복중학교 교사로 이전했다.

## 학교 연혁
- 1957년 3월 11일 : 재단법인 영락학원 설립 인가
- 1961년 3월 24일 : 경북여자상업고등학교 설립 인가
- 1961년 3월 25일 : 초대 신진욱 교장 취임
- 1966년 3월 16일 : 법인 명칭 변경(학교 법인 협성학원)
- 1974년 10월 30일 : 본관 체육관 건립 준공
- 1980년 7월 22일 : 학교법인 협성 교육 재단으로 변경
- 1998년 9월 17일 : 학칙 변경(주 12, 야 5, 전체 51학급)
- 1999년 3월 1일 : 교명 변경(경북여자경영정보고등학교)
- 2001년 9월 1일 : 교명 변경(경북여자정보고등학교)
- 2010년 3월 1일 : 교명 변경(경북여자상업고등학교), 학칙변경(경영정보과 4반, e-비즈니스과 6반)
- 2013년 3월 1일 : 학칙 변경(유통경영과 5반, 금융정보과 5반. 2부 유통경영과 5반)
- 2015년 8월 11일 : 야간부 3학급 폐지 가결(2016학년도부터 모집하지 않음)
- 2021년 1월 12일 : 제61회 졸업식 (졸업자수 182명, 졸업자누계 43,537명)
- 2021년 3월 1일 : 학과 개편(경영사무과 3학급, 금융회계과 3학급, 3D융합콘텐츠과 2학급)
- 2021년 9월 1일 : 제30대 교장 신춘규 선생 취임
- 2022년 1월 25일 : 제62회 졸업식
- 2022년 3월 2일 : 2022학년도 입학식
- 2022년 6월 30일 : 2022년 직업계고 재구조화 지원사업 선정(보건행정코디네이터과)
- 2023년 1월 25일 : 제63회 졸업식
- 2023년 3월 2일 : 2023학년도 입학식
- 2024년 1월 25일 : 제64회 졸업식
- 2024년 3월 4일 : 2024학년도 입학식
- 2024년 3월 4일 : 제31대 교장 김병윤 선생 취임
- 2024년 8월 14일 : 교사이전 [명덕로38길 36 (대명2동) → 효성로 35(봉덕3동)]

## 설치 학과
- 보건과
- 경영사무과
- 공통
- 3D융합콘텐츠과
- 금융회계과

## 참고 자료
- 경북여자상업고등학교 - 한국교육학술정보원 학교알리미